# Monthuchon
Monthuchon ist eine französische Gemeinde im Département Manche in der Region Normandie. Sie gehört zum Kanton Coutances und zum Arrondissement Coutances. 
Nachbargemeinden sind Saint-Sauveur-Villages im Norden, Cambernon im Osten, Coutances im Süden, Gratot im Südwesten und La Vendelée im Westen.

## Bevölkerungsentwicklung
| Jahr      | 1962 | 1968 | 1975 | 1982 | 1990 | 1999 | 2008 | 2018 |
| --------- | ---- | ---- | ---- | ---- | ---- | ---- | ---- | ---- |
| Einwohner | 304  | 321  | 298  | 483  | 528  | 586  | 594  | 685  |

## Sehenswürdigkeiten

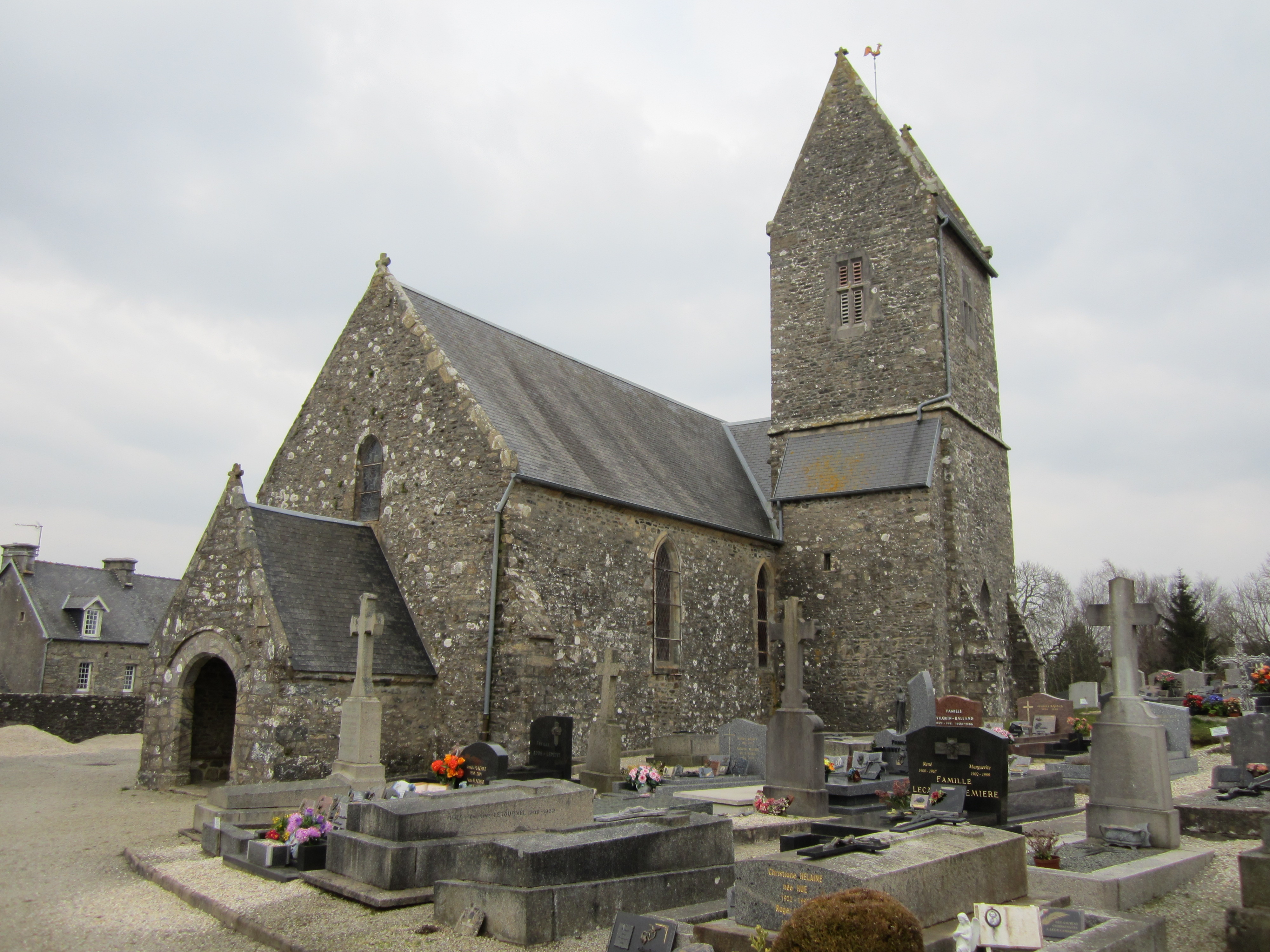
Kirche Saint-Martin

- Kirche Saint-Martin